# Wojtasie
Wojtasie – przysiółek wsi Kasina Wielka w Polsce, położony w województwie małopolskim, w powiecie limanowskim, w gminie Mszana Dolna. 
W latach 1975−1998 przysiółek administracyjnie należał do województwa nowosądeckiego.